# Rakitnoje
Rakitnoje (rusky Ракитное) je sídlo městského typu v Bělgorodské oblasti v Rusku. Žije zde 10 048 obyvatel (2021).

## Geografie
Obec je vzdálena 60 km vzdušnou čarou severozápadně od oblastního města Bělgorodu. Rozkládá se na horním toku řeky Rakitnaja (též Rakita). Slovo rakita, z něhož je odvozen název řeky i obce je jedním z ruských názvů pro vrbu bílou.
Rakitnoje je okresním střediskem stejnojmenného okresu.

## Dějiny
V roce 1652 putovali po řece Rakitnaja ruští úředníci Jelizar Jakovlev a Zinovka Markov, kteří měli v oblasti najít vhodná místa pro založení ostrohů pro ochranu jižní hranice ruského carství proti loupeživým nájezdům Krymských Tatarů. Na místě, kde se dala řeka snadno přebrodit založili ostroh, který pojmenovali po řece - Rakitnaja. K posílení posádky založeného ostrohu byly do oblasti poslání kozáci. Rakitnaja a okolní země původně patřily šlechtickému rodu Kočubejců, později je získal osobní přítel cara Petra I. Velikého kníže Menšikov. V roce 1728 osadu a okolní země získal do držení ruský šlechtický rod Jusupovových, který ji vlastnil až do roku 1917. Jusupovové udělali z Rakitnaje centrum svých panství.
Během ruské občanské války Rakitnoje bylo často dobyto a pod kontrolou různých stran. V roce 1918 bylo Rakitnoje obsazeno německou armádou, která osadu předala ukrajinskému hejtmanu Pavlo Skoropadskému. Po ústupu německé armády a zhroucení Skoropadského moci si začala Rakitnoje nárokovat Ukrajinská lidová republika. Následně osadu a okolí obsadila Rudá armáda, ale již v roce 1919 obsadila Rakitnoje Děnikinova Dobrovolnická armáda, která obec ovládala až do listopadu 1919, než ji znovu obsadila Rudá armáda. V únoru 1920 bylo Rakitnoje na krátko obsazeno revolučními oddíly anarchisty Nestora Machny. Na konci občanské války bylo Rakitnoje jako součást Kurské gubernie připojeno k RSFSR.
Během Velké vlastenecké války od října 1941 do února 1943 bylo Rakitnoje pod německou okupací. 
Dne 6. ledna 1954 bylo Rakitnoje z Kurské oblasti převedeno do nově vytvořené Bělgorodské oblasti.
Od roku 1975 má Rakitnoje status sídla městského typu.
V noci z 24. na 25. srpna 2024 se Rakitnoje stalo cílem ukrajinského ostřelování v rámci rusko-ukrajinské války, pět civilistů přišlo o život a dalších dvanáct utrpělo zranění. Poškozeno bylo deset obytných domů, dvě komerční budovy a plynovod. V obci vypukl velký požár.

## Hospodářství
V Rakitnoje se nachází významná továrna na armatury a závody potravinářského průmyslu.

## Památky
- sídlo rodiny Jusupovových z roku 1840
- kostel svatého Mikuláše z roku 1832

## Galerie

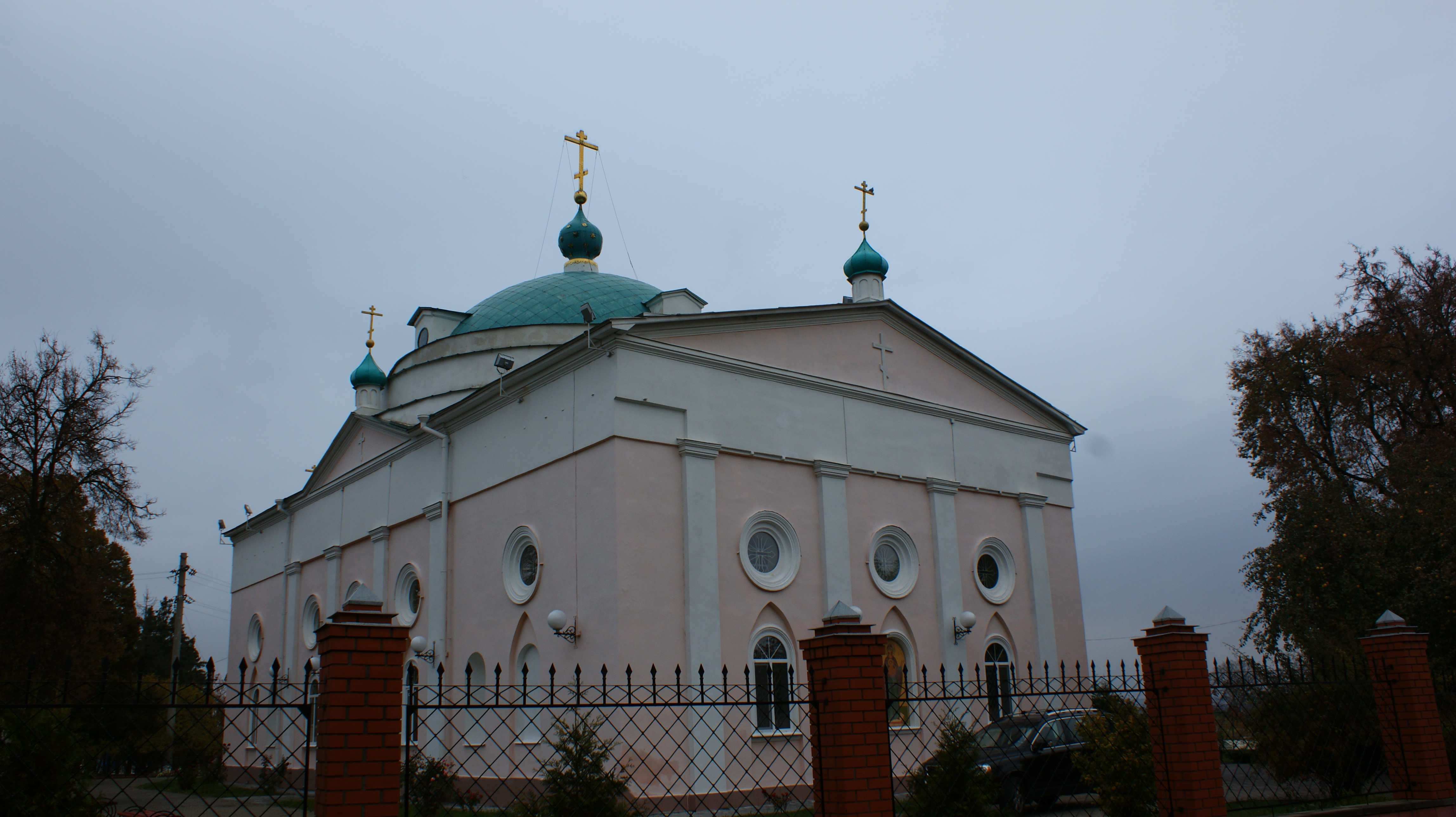
Kostel sv. Mikuláše Divotvůrce (2014)
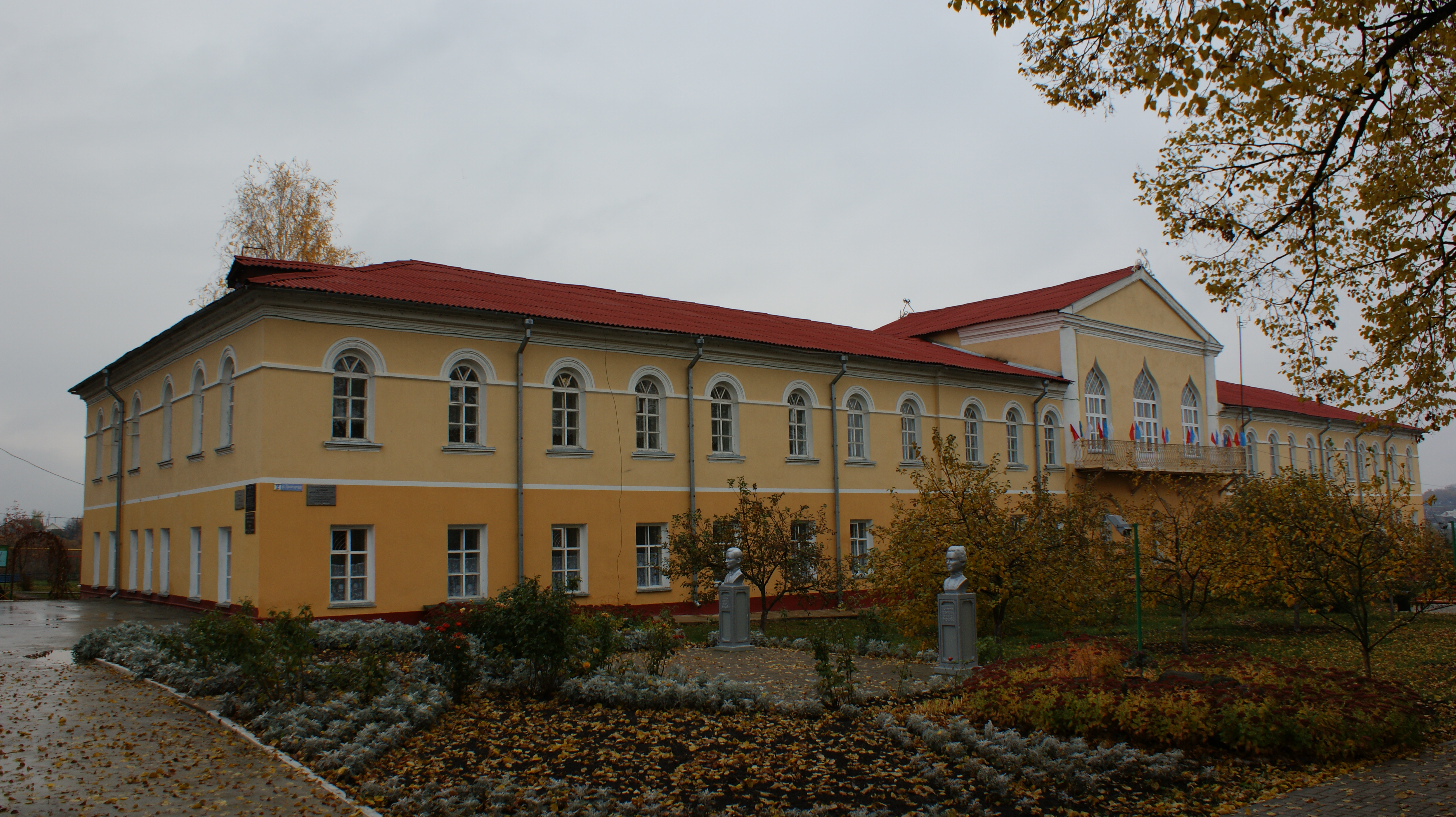
Panský dům Jusupovových (2014)